# Schlagende Wetter (1923)
Schlagende Wetter ist ein naturalistischer Stummfilm des durch den nachfolgenden Klassiker Die Straße berühmt gewordenen Regisseurs Karl Grune. Er erzählt eine Dreiecksgeschichte vor dem Hintergrund einer genauen Milieustudie im Bergwerksmilieu.

## Handlung
Marie wird von ihrem Vater aus dem Haus gejagt, als dieser erfährt, dass seine Tochter ein uneheliches Kind vom windigen Verführer George erwartet. Allein bringt sie das Kind zur Welt und wird vom Grubenarbeiter Thomas gefunden und mit dem Kind aufgenommen. Als er sie heiratet, scheint das Glück perfekt, doch George erfährt von der Heirat und umgarnt Marie erneut. Als George sie zu Hause bedrängt, ja sogar seinen Sohn zurückwill, sucht Thomas die Konfrontation im Bergwerksstollen. George kommt bei einer Explosion ums Leben und Thomas wird mit Marie, die ihn unter Tage sucht, verschüttet. Nach einigen Tagen glaubt niemand mehr, dass die beiden lebend geborgen werden. Nur Thomas’ Eltern geben die Hoffnung nicht auf und sein Vater sucht unter Tage mit einigen Kumpeln unerschütterlich weiter. Schließlich findet er beide lebend und kann sie zurück zu Frau und Mutter bringen.

## Kritik
Die damalige Kritik beurteilte den Film wohlwollend und lobte die überzeugende Darstellung der Schicksale und die Authentizität des dargestellten Milieus. Auch die ausländische Filmkritik lobte den Film, besonders in Großbritannien, wo vor allem der Aspekt des Arbeiterporträts gefiel. Die damalige Ruhrbesetzung erhöhte zudem die Aufmerksamkeit für den Film.

## Hintergrund
- Der Film wurde im Herbst 1922 im Studio und den Freianlagen des Eiko-Ateliers in Berlin-Marienfelde gedreht.[1] Er entstand vor der Ruhrbesetzung, doch wurde seine Aufführung als „Solidaritätserklärung“[2] für die Streikenden empfunden.
- „Für das Eifersuchtsdrama im Milieu der Bergleute ließen Regisseur Karl Grune und Architekt Karl Görge ein labyrinthisches Bergwerk bauen, das 1922 von dem Fachblatt Film-Kurier fasziniert beschrieben wird: ‚Das halbe Glashaus ist in ein Durcheinander von Schienensträngen verwandelt, die eisernen Grubenhunde stehen vollbeladen da, und in den engen, niedrigen Stollen laufen Bergleute ... Von der Seite münden die Flöze.‘“[3] Für die Kostüme war Ernő Metzner verantwortlich.
- Schlagende Wetter hatte am 15. Februar 1923 im Berliner Ufa-Theater am Kurfürstendamm Premiere.
- Der Film wurde von der Deutschen Kinemathek aus einer deutschen und einer italienischen Kopie in einer Länge von 67 Minuten rekonstruiert und um handkolorierte Effekte und stimmungsvoll einfarbig viragierte Sequenzen ergänzt, die die atmosphärische Darstellung unterstreichen. 2005 war eine 59 Minuten lange Fassung restauriert worden.[4]
- Der Film wurde mit einer neuen Musik von Karl Gräwe vom Dirigenten Titus Engel und dem Rundfunkorchester Köln (Leitung: Winfried Fechner) 2010 im Rahmen des Jahresprogramms RUHR.2010 neu aufgeführt.